# Gräfenberg
Gräfenberg település Németországban, azon belül Bajorországban. Lakosainak száma 4248 fő (2023. december 31.). Gräfenberg Egloffstein és Leutenbach községekkel határos.

## Népesség
A település népessége az elmúlt években az alábbi módon változott:
| Lakosok száma | 1032 | 1796 | 2347 | 4037 | 4062 | 4071 | 4071 | 4026 | 4223 | 4248 |
|               | 1875 | 1950 | 1975 | 2010 | 2012 | 2013 | 2015 | 2017 | 2021 | 2023 |

## Közlekedés
A városban ér véget a Nürnberg-Graefenberg-vasútvonal.